# Hato de Foces
Hato de Foces es un grupo musical aragonés del género folk que fue fundado en Huesca, España.

## Historia
El grupo nació en 1977 cuando un grupo de amigos amantes de la música tradicional comenzaron a juntarse para cantar e interpretar canciones de grupos como Nuestro Pequeño Mundo, Nuevo Mester de Juglaría, Oskorri, Jarcha o La Bullonera, entre otros, grupos que fueron referentes para Hato de Foces. No fue hasta 1981, tras un exitoso concierto, que su trabajo se convirtiese en regular. A partir de entonces el grupo se dedicó a difundir la música tradicional aragonesa, tanto vocal como instrumental, buscando en los cancioneiros o recogiendo canciones por tradición oral. De este modo, recuperaron canciones populares en riesgo de olvido, recuperando también instrumentos como la gaita de boto aragonesa.
Hato de Foces tomó su nombre de un lugar de Semontano en el que los pastores, al hacerse de noche, se guarecían con sus ovejas. El disco Hato de Foces (1999) se lo dedicaron a Rafael Andolz. El grupo dejó los escenarios el 8 de agosto de 2011, tras más de 35 años de trabajo y 550 conciertos.

## Componentes
- Marise Aguilar (voz).
- Alfredo Callén García (bajo y voz).
- Araceli Cereceda (voz).
- Salvador Cored (gaita de boto, flauta traviesa, mandolina , bandurria, laúd y guitarra).
- Jorge Marsó (batería y percusión).
- Carlos Montull (guitarra y laúd).
- José Luis Ochoa Hortelano (voz, laúd, guitarra y flautas dulces, entre otros).
- Olga Orús (voz).
- Josu Ubierna (acordeón).

## Discografía
- Amadruga (1983)
- En plena cuaje (1985)
- Tradición y fiesta (1986)
- Cuarto creciente (1989)
- Cantar de camino (1992)
- Hato de Foces (1999)
- Errekeerre (2002)
- Estrella de Paz (2002)
- Chino Chano (2006)

## Premios
- Premio Nacional de Actualización de Música Folk, Guadalajara (1987).
- Grupo Folk más votado por los oyentes de Radio Nacional de España (1989).
- Medalla de Antena 3 (1985).
- Folklorista altoaragonés (1983, 1984 y 1986).
- Grupo más votado por los oyentes del programa Trébede de RNE - Radio 3.
- Premio Parrilla de Oro, Huesca, 2009.